# Idefix und die Unbeugsamen
Idefix und die Unbeugsamen (französisch Idéfix et les Irréductibles) ist eine französische Animationsserie aus dem Jahr 2021. Sie erzählt die Vorgeschichte zu den Asterix-Comics von Albert Uderzo und René Goscinny. Die erste deutsche Ausstrahlung erfolgte im Oktober 2021 bei TVNOW.

## Inhalt
Nach dem Sieg über den gallischen Häuptling Camulogenus übernahmen die Römer die Herrschaft über die Hauptstadt Lutetia und versuchen nun alles, um den Galliern den römischen Lebensstil näherzubringen. Dies kann eine Gruppe Tiere, angeführt von Idefix, aber nicht zulassen und gründet das Team der Unbeugsamen.
Zeitlich spielt die Geschichte im Jahre 52 vor Christus, also zwei Jahre vor Tour de France, in der Idefix das erste Mal Asterix und Obelix begegnet.

### Hauptfiguren
- Idefix: Er ist der Anführer der Unbeugsamen. Zwar ist er sehr klein, aber dafür auch mutig und schlau. Im Falle eines Problems hat er immer die richtige Idee. Er mag es jedoch nicht, wenn man ihn „klein“ nennt und leidet außerdem an Höhenangst.
- Turbine: Diese Windhündin ist das schnellste Mitglied der Unbeugsamen. Sie ist schnell wie der Blitz und sehr lieb, jedoch nicht sehr intelligent, was manchmal zu Problemen führt. Meistens ist es auch sie, die die Zaubertränke von Weißnix holt.
- Dertutnix: Diese Bulldogge ist der Kraftprotz der Unbeugsamen und sehr zuverlässig, mit seiner Kraft haut er mal eben ein Dutzend Römer um. Er ist das Haustier des örtlichen Metzgers und hat deshalb immer Zugriff auf die von ihm sehr geschätzten Würstchen. Er hat eine spanische Nichte namens Tortilla und ist in Vitamine, die Hündin von Homöopatix, verliebt.
- Sardine: Eine Straßenkatze mit einem zerrissenen bzw. angeknabberten Ohr, einer Narbe im Gesicht und zwei verschiedenfarbigen Augen. Durch ihre Kletterfähigkeit überwacht sie Lutetia meist über die Dächer. Sie ist oft zynisch und sarkastisch, doch ihre Freunde können sich stets auf sie verlassen. Sardine scheut keine Prügelei mit Zerberus und seinen Mithunden und liebt Fisch.
- Astmathix: Dieser alte Täuberich legt viel Wert auf gallische Traditionen. Aufgrund seines Alters ist er bei Kampfeinsätzen keine große Hilfe, kennt aber nützliche Ratschläge.
- Weißnix: Dieser Uhu lebt im Wald beim Druiden Amnesix. Durch diesen inspiriert, braut er oft selbst Zaubertränke, die aber nie so wirken, wie sie sollen: Als beispielsweise ein Zaubertrank Turbine von ihrem Husten befreien sollte, löschte dieser kurzzeitig ihr Gedächtnis; Idefix wurde mal durch einen Zaubertrank in ein Brot verwandelt.

### Weitere Figuren
- General Labienus: Er ist der Kommandant der Römer in Lutetia und trifft alle wichtigen Entscheidungen. Er verlässt den Regierungspalast so gut wie nie und lässt alles seine Soldaten erledigen, die er sehr schroff behandelt. Lediglich seiner Katze Monalisa zeigt er Liebe und Zuneigung, diese hingegen sieht ihn aber eher als Futterquelle bzw. Servicepersonal an. In wenigen Ausnahmefällen zeigt er aber auch etwas Dankbarkeit.
- Quadratus: Labienus’ Berater, der wirklich alles versucht, um bei diesem gut dazustehen.
- Technicus und Terminus: Labienus’ am häufigsten eingesetzte Legionäre.
- Monalisa: Labienus’ Katze. Sie fühlt sich in Lutetia überhaupt nicht wohl und will lieber wieder nach Rom zurück. Sie ist sehr herrisch und arrogant, sie hasst Gallier, vor allem Idefix und seine Freunde, benötigt aber hin und wieder die Hilfe der Unbeugsamen, meistens dann wenn Labienus Pläne fehlschlagen. Benannt nach dem berühmten Gemälde von Leonardo da Vinci.
- Zerberus: Er ist der Anführer der römischen Palasthunde und Idefix’ selbsternannter Erzfeind. Er trägt einen Zenturiohelm. Er lässt sich nur von Monalisa etwas sagen. In fast jeder Folge kriegt er von den Unbeugsamen den Hintern versohlt. Benannt ist er nach dem dreiköpfigen Höllenhund.
- Schaschlix: Der örtliche Metzger und das Herrchen von Dertutnix. Er stammt aus Tolosa.
- Apfelsine: Sie ist Schaschlix’ Frau. Ihm gegenüber ist sie zärtlich und zuvorkommend, hat jedoch keine Angst davor, den Römern ihre Meinung zu sagen.

## Running Gags und Verbindung zu den Asterix-Geschichten
Am Ende jedes Abenteuers halten Idefix und seine Freunde ein kleines Festmahl in ihrem Versteck, wobei Dertutnix meistens Würstchen beisteuert. Dabei vergessen sie meistens, für Astmathix Brotkrumen mitzubringen.
General Labienus bestraft seine Soldaten meistens mit Latrinendienst, während die Palasthunde von Monalisa dadurch bestraft werden, dass sie keinen Fressnapf bekommen.
Majestix, der Häuptling des Dorfes der unbeugsamen Gallier hat oft mit seiner Frau Gutemine kleine Auftritte in Lutetia. Hauptgrund ist oft, weil ihr Bruder, der Kaufmann Homöopatix, dort lebt, der wie in Die Lorbeeren des Cäsar eine höhere Meinung vom römischen Lebensstil hat. Auch Majestix Neffe Grautvornix, der seinen ersten Auftritt in Asterix und die Normannen hat, kommt manchmal vor. Obwohl er im Comic anfangs als Feigling dargestellt wird, zeigt er hier eine gewisse Tapferkeit, weil er die Römer öffentlich kritisiert. Der Druide Amnesix aus Kampf der Häuptlinge lebt hier im Wald von Lutetia. Während er im Comic vor allem auf psychische Probleme spezialisiert ist, behandelt er hier auch körperliche Beschwerden. Auch Talentix und Stupidix aus Die goldene Sichel und Briseradius aus Asterix als Gladiator haben kurze Auftritte. Quadratus ist in Die Trabantenstadt ein Architekt.

## Produktion und Veröffentlichung
Die Serie entstand bei Editions Albert René, o2o Studio und Studio 58 in Zusammenarbeit mit GMT Productions. Regie führte Charles Vaucelle und als Produzenten waren Dionen Clauteaux und Céleste Surugue verantwortlich. Die Musik komponierten Gana David und Cyrille Marchesseau.
Die 52 Folgen wurden erstmals ab dem 28. August 2021 bei France 4 gezeigt. Die deutsche Fassung wurde ab dem 29. Oktober 2021 zunächst online bei TVNOW mit 15 Folgen veröffentlicht. Die Ausstrahlung der gesamten Serie erfolgte vom 5. November bis zum 25. November 2021 bei Super RTL. Es folgten mehrere Wiederholungen. Die Fernsehserie wurde außerdem in Kanada, Spanien, Polen und der Ukraine gezeigt.

## Synchronisation
Die deutsche Synchronfassung entstand bei der Deutsche Synchron & Medienproduktion in Berlin unter der Regie und nach einem Dialogbuch von Frank Turba.
| Tiere         | Tiere               | Tiere               | Tiere   |
| Rolle         | Originalsprecher    | Synchronsprecher    | Tierart |
| ------------- | ------------------- | ------------------- | ------- |
| Idefix        | Benjamin Bollen     | Lasse Dreyer        | Hund    |
| Turbine       | Kelly Marot         | Josephine Schmidt   | Hund    |
| Dertutnix     | Xavier Fagnon       | Johann Fohl         | Hund    |
| Sardine       | Edwige Lemoine      | Ronja Peters        | Katze   |
| Astmatix      | Jean-Claude Donda   | Rainer Gerlach      | Taube   |
| Weißnix       | Jérémy Prévost      | Joachim Kaps        | Eule    |
| Monalisa      | Kelly Marot         | Ulrike Stürzbecher  | Katze   |
| Zerberus      | Jérémy Prévost      | Marko Bräutigam     | Hund    |
| Gehbeifus     |                     | Christoph Banken    | Hund    |
| Speichelflus  |                     | Sascha Oliver Bauer | Hund    |
| Vitamine      | Kelly Marot         | Cathlen Gawlich     | Hund    |
| Taugenix      | Jérémy Prévost      | Gerald Schaale      | Ratte   |
| Sultanine     |                     | Isabella Vinet      | Maus    |
| Allesmussraus |                     | Marco Kröger        | Hund    |
| Sinfonix      | Stéphane Ronchewski | Nic Romm            | Hahn    |
| Lawine        | Magali Rosenzweig   | Anja Rybiczka       | Hund    |
| Hallowine     |                     | Judith Steinhäuser  | Wolf    |

| Menschen                  | Menschen            | Menschen             |
| Rolle                     | Originalsprecher    | Synchronsprecher     |
| ------------------------- | ------------------- | -------------------- |
| General Labienus          | Xavier Fagnon       | Bernd Vollbrecht     |
| Quadratus                 | Stéphane Ronchewski | Rainer Fritzsche     |
| Technikus                 | Stéphane Ronchewski | Stefan Krause        |
| Terminus                  | Jean-Claude Donda   | Lutz Schnell         |
| Schaschlix                |                     | Hans Hohlbein        |
| Apfelsine                 |                     | Almut Zydra          |
| Präfekt Gracchus Überdrus |                     | Werner Böhnke        |
| Amnesix                   |                     | Georg Tryphon        |
| Homöopatix                | Jean-Claude Donda   | Axel Lutter          |
| Grautvornix               | Jérémy Prévost      | Julien Haggège       |
| Stupidix                  |                     | Felix Würgler        |
| Briseradius               |                     | Reinhard Scheunemann |
| Epidemais                 |                     | Tobias Schmitz       |
| Gutemine                  | Edwige Lemoine      | Agnes Hilpert        |
| Majestix                  | Jean-Claude Donda   | Martin Schubach      |
| Verleihnix                |                     | Sven Brieger         |
| Erzähler                  | Stéphane Bern       | Luca Hänni           |

## Comic
Seit März 2022 wird eine Comicserie basierend auf der Fernsehserie herausgebracht. Dabei stammen die Texte von Matthieu Choquet, Yves Coulon und Jérôme Erbin und die Zeichnungen von Jean Bastide und Philippe Fenech. Auf Deutsch werden die Bände im Egmont Verlag herausgebracht. Im Juli 2025 erschien bereits Band 8.